# CS Cart
CS Cart — це система керування сайтом (CMS) створена для розробки та управління інтернет-магазинами будь-якого рівня складності, починаючи від невеликих інтернет-магазинів і закінчуючи віртуальними торговими центрами з великою кількістю різних вітрин, а також постачальників товарів.
Програмне забезпечення CS Cart випущене у 2004 році, компанією «Simbirsk Technologies Ltd» з застосуванням технологій відкритого коду: PHP і Smarty, що дозволяє з легкістю змінювати й покращувати функціональність інтернет-магазину залежно від потреб. На сьогодні в всесвітній павутині працює понад 25 000 магазинів в 16 країнах світу, які використовують систему управління CS Cart. CS Cart, проста в установці, має незначні вимоги до сервера хостингу і програмної конфігурації клієнта. Використовує СУБД MySQL.

## Вимоги до сервера
Може працювати, як на віртуальному хостингу, так і на виділеному сервері. Обов'язкові умови, які повинен мати хостинг провайдер або виділений сервер для нормальної роботи, це: PHP версія починаючи з 5.1 до 5.3 (PHP 5.4 поки не підтримуються) і MySQL версія 4.1 або вище.
Для web сервера рекомендується використовувати Unix-подібні операційні системи, такі як: FreeBSD або Linux. На даний час, підтримка Windows не здійснюється.

## Модулі
Система управління CS Cart використовує понад 50 різноманітних модулів для реалізації всіх важливих моментів в електронній комерції, наприклад, можливість підключення системи онлайн оплати: WebMoney й Robokassa.

## Редакції
- Professional — це ідеальний вибір для створення середнього інтернет-магазину, з широкими можливостями. Ця редакція, має безліч інструментів управління, а також проста у використанні.
- Multi-Vendor є розширеною редакцією. Дозволяє розробляти віртуальні торгові центри, які мають власних постачальників і кожен з них може керувати своїм невеликим відділом, встановлювати ціну, способи доставки тощо.
- Ultimate — це особлива редакція, яка дозволяє створювати велику кількість вітрин (інтернет-магазинів) і керувати ними з однієї адміністративної панелі.